# そごう横浜店
そごう横浜店（そごうよこはまてん）は、神奈川県横浜市西区にある百貨店。旧そごうグループ経営破綻前の名残から、通称は「横浜そごう」。横浜駅東口に位置するそごう・西武の基幹店。

## 概要
売上高は1,089億33百万円（2020年2月期 法人外商含む）で、そごうブランドの店舗では第1位、そごう・西武全体では西武池袋本店に次ぐ第2位。
横浜新都市センターが運営する横浜新都市ビルのキーテナントとして1983年10月8日に工事が着工され、バブル景気に突入する直前の1985年9月26日に竣工、同年9月30日に開業した地上10階、地下3階、塔屋2階、高さ55mの店舗。同時に店舗6階にそごう美術館が開館している。開業当時は東洋一の売場面積を誇り、キャッチフレーズは「横浜が生んだ、世界最大級の百貨店」であった。史上最高の好景気に沸く日本で、百貨店史上最高の開店資金約590億円が投資された。開店初年度売上額世界一のデパートであり、記録は未だに破られていない。
歴史的経緯から、2代目株式会社そごう（現・株式会社そごう・西武）の法人格は、 当店を運営していた株式会社横浜そごうを引き継いでいる（そのためか、そごう・西武の職域保険である「そごう・西武健康保険組合」はそごう横浜店の住所が所在地になっている）。
横浜駅東口（海側・出島地区）に位置し、みなとみらい地区における68街区にも該当する。また、後に作られた横浜スカイビル・マルイシティ横浜や横浜ベイクォーター、地下街の横浜ポルタと直結している。
駅前の国道に面した部分は、1930年の地図によると「社會舘」、1952年から1976年にかけては神奈川県匡済会（きょうさいかい）による「新興倶楽部」として使用されていた。その他の部分も昭和30年代までには埋め立てが完了しており、1963年の地図によると貯炭場や倉庫、横浜市交通局のバス営業所として使われていた。
地下2階入口に、東京ディズニーランドのアトラクションのひとつ「イッツ・ア・スモールワールド」を模した、セイコー製のからくり時計「世界の人形時計」があるが、2008年4月15日をもってからくり人形の運用は終了し、大型模型も撤去された。以降は時計と鐘のみ稼動している。開業当初の開店時刻が10時30分だったため、からくり時計も10時30分に稼働していた。
また3階のエスカレーター近くには、4階まで続く光と水と音が創り上げる世界最大級のシャンデリア「燦帆」が設置されており、「未来都市ヨコハマ」をテーマにしたシンボルアートとして親しまれていた。2000年のそごう経営破綻と民事再生法の適用申請後、店舗を西武百貨店風にするためシャンデリアは撤去された。
1989年の横浜博覧会開催時には、2階の外にある公開空地（のちに「はまテラス」と呼称）と会場のあったみなとみらい地区がゴンドラリフトによって結ばれていた。このリフトは博覧会閉幕と共に廃止・撤去されたが、2009年にはこの公開空地よりみなとみらい地区（新高島方面）へ向けてペデストリアンデッキ「はまみらいウォーク」が設置されている。この他、公開空地に面して前述の横浜スカイビルが1996年に完成しており、さらに2006年完成の横浜ベイクォーター方面にもペデストリアンデッキ「かもめ歩道橋」で接続されている。
1990年代には売場面積日本一奪還を狙い、隣接地の横浜スカイビルへの増床を計画していたが、計画は自然消滅した。
2001年から2005年にかけて、そごうの本社機能が店舗周辺に置かれていた。本社機能の所在地は、東京都港区→横浜→大阪市中央区心斎橋→兵庫県神戸市→東京都と変移している。
2002年のリニューアルまで、館内にはテレビ神奈川のサテライトスタジオが2か所（地下1階にオープン形式「みなとみらい21スタジオ」、4階には汎用型「キャプテンロコスタジオ」）設置されていたほか、建物屋上には同じくテレビ神奈川の情報カメラも設置されていた。
2020年に直営売場を廃止した西武東戸塚S.C.（旧西武東戸塚店）に「そごう横浜店ギフトサロン」を出しており、「西武」ブランドの施設に「そごう」ブランドで出店する形になっている。
現在は元日も含め年中無休で営業しているが、かつては火曜日に定休日を設けていた。

## 沿革
- 1969年5月21日 - 株式会社横浜そごうが設立。設立当初本店は大阪市北区芝田町106番地の2に所在し同年6月6日に横浜市西区高島二丁目32番5号に移転。後に店舗出店用の土地（現在地）を百貨店としては安価で取得。
- 1985年
  - 9月13日 - 本店を横浜市西区高島二丁目18番1号に移転。（2017年12月3日にそごう神戸店がエイチ・ツー・オー リテイリングに譲渡された事によりそごう創業者・十合伊兵衛の像と稲荷大明神が神戸店から横浜店に移設されたため2023年3月現在実質の本店に回帰している）
  - 9月30日 - 横浜新都市センターによって新都市ビルが竣工し、そごう横浜店開業。
- 2000年7月 - 株式会社横浜そごうが、そごうグループの一社として民事再生法の適用を申請。
- 2001年 - 資本が複雑に入り混ざっていた「そごうグループ13社」が全額減資の上、事業会社である「株式会社十合」（現そごう・西武）傘下となり、店舗名をそごう横浜店に改称。「十合」本社（2003年に千代田区へ移転）および「そごう」統括オフィスを東京都心から横浜新都市ビルとスカイビルに移転。
- 2002年
  - 2月 - 十合傘下で旧上場会社の（初代）株式会社そごうが株式会社横浜そごうに吸収合併。株式会社横浜そごうは（2代目）株式会社そごうに商号変更。後の再生過程で地域店舗会社は株式会社そごうと合併する。
  - 7Fにあったそごうブックセンターが閉店し、「生活雑貨館」（ロフト・無印良品・紀伊國屋書店・山野楽器）へ新装開店。
- 2006年 - ダイニングパーク横浜が開店。
- 2008年4月15日 - 22年間運用を続けたからくり時計「世界の人形時計」の運用を終了。
- 2009年8月1日 - 株式会社そごうが株式会社ミレニアムリテイリングと株式会社西武百貨店を吸収合併し、株式会社そごう・西武に商号変更。
- 2015年5月21日 - 京急電鉄横浜駅に副駅名「そごう・ポルタ前」が導入される[11]。
- 2017年12月3日 - そごう神戸店がエイチ・ツー・オー リテイリングに譲渡された事によりそごう創業者・十合伊兵衛の像が移設される[12]。
- 2020年
  - 4月4日～4月12日 - 新型コロナウイルス感染症（COVID-19）の影響で土曜日と日曜日を定休日とする。定休日を設けるのは、元日を含めても2012年1月1日以来8年ぶりである。また、曜日別に定休日を設けたのは、21世紀では初めてのことになる。
  - 9月 - 8月31日に閉店したそごう西神店のマスコットだった、「おかいモンキー」が横浜店へ異動[13][14]。

## オープニングセレモニー
1985年9月30日午前9時、地下2階正面入口に司会の山口崇と斉藤慶子、そして特別ゲストとして東京ディズニーランドからミッキーマウスが登場して盛り上がった。そのほかにも午前11時には屋上の特設ステージで寺内タケシとブルージーンズによるエキサイティングコンサートが、午後2時には屋上の特設ステージで加瀬邦彦とザ・ワイルドワンズが登場。午後3時には7階シャクリーコーナーで岸洋子のサイン会が行われていた。
またそれ以外にも10月1日には午前10時と午後2時の2回、屋上の特設ステージでペドロ&カプリシャスのコンサートが、10月2日午後3時と10月3日午後2時には9階新都市ホールで汀夏子による「招待夢2」（共演：おぼん・こぼん）が、10月4日午後1時・4時、10月5日午前11時と午後2時、10月6日午前11時と午後2時には9階新都市ホールで劇団ピッカリ座によるぬいぐるみ人形ミュージカル「ピーター・パン」が、10月5日午後3時には屋上の特設ステージで河合奈保子の新曲発表会が、10月6日午前12時には3階シャンデリアの広場でアンリ菅野のジャズサロンが、同日午後1時半には地下1階みなとみらい21スタジオでイクシーズ・ブレイクダンスショーが、同日午後4時には屋上の特設ステージで早見優によるファンの集いがそれぞれ行われていた。

## 主な店舗・施設
- 横浜駅東口バスターミナル (1F)
- そごう美術館 (6F)
- ロフト (7F)
- 紀伊国屋書店 (7F)
- ディズニーストア (8F)
- 新都市ホール (9F)
- ドコモショップ (9F)
- 読売・日本テレビ文化センター (9F)

## フロア案内
以下のフロアのうち、B3Fの横浜駅東口地下駐車場と、B1Fのバスターミナル下の地下通路、1Fの横浜駅東口バスターミナル、9Fの市民フロアは、ビル所有者の横浜新都市センターが管理しており、そごうの管理ではない。
| 階  | フロア概要                                              | 備考 |
| --- | ------------------------------------------------------- | --- |
| RF  | 太陽の広場                                              | 岡本太郎作の「太陽」像がシンボルとなっている屋上広場。 屋上の一部は「シュンスケパーク」フットサル ポイント ヨコハマ |
| 10F | レストラン 海と緑の食彩空間 ｢ダイニングパーク横浜｣      | 横浜スカイビル連絡口                                                                                                |
| 9F  | 市民フロア                                              | 横浜スカイビル連絡口                                                                                                |
| 8F  | こども服・ベビー服・玩具・メガネ・補聴器・催会場        | マルイシティ横浜・（横浜スカイビル）連絡口                                                                          |
| 7F  | ロフト・紀伊国屋書店・JINS・KASHIYAMA・特別会場         | |
| 6F  | インテリア雑貨・呉服・美術・そごう美術館                | |
| 5F  | 紳士服・ゴルフ                                          | |
| 4F  | 婦人服・フォーマルウェア                                | |
| 3F  | プレステージブティック・化粧品                          | |
| 2F  | プレステージブティック・ジュエリー (宝飾・時計)         | マルイシティ横浜・横浜ベイクォーター/はまみらいウォーク連絡口                                                       |
| 1F  | ビューティーフロア (化粧品)                             | バスターミナル連絡口・そごうパーキング館連絡口                                                                      |
| B1F | 婦人雑貨・インナーウェア・ビューティサロン (美容・施術) | マルイシティ横浜連絡口                                                                                              |
| B2F | 大食品館「エブリデイ」                                  | 横浜駅・横浜ポルタ・マルイシティ横浜連絡口                                                                          |
| B3F | 横浜駅東口地下駐車場                                    | |

## エレベーター・エスカレーター
- シースルーエレベーター 3基（地下2階〜10階・屋上）
- 南エレベーター 6基（地下3階〜10階・屋上）
  - 南1号機と2号機は地下3階〜5階
- 北エレベーター 5基（地下2階〜10階・屋上）9階は通過
  - 北1号機はベビーカー・車イス専用
  - 2015年ごろまで、北3号機が快速運転されており、地下2階・2階・8階・10階に停止していた。

- 北エスカレーター（地下2階〜8階）
- 中央エスカレーター（地下2階〜10階・屋上）
- 南エスカレーター（2階〜10階）

## 建設に関わった会社

### 施工会社
- 鹿島建設
- 大成建設
- 清水建設
- 大林組
- 竹中工務店
- 東急建設
- 不動建設
- 熊谷組
- 間組
- フジタ工業
- 飛島建設
- 戸田建設
- 三井建設
- 大日本土木
- 三菱建設
- 石原建築

### 建設協力に携わった会社
- 若林
- レナウン
- ラピータ
- 読売広告社
- ムーンバット
- 美津濃
- 豊年製油
- 文唱堂印刷
- 富士電工
- 日清製油
- ナイガイ
- 東洋紙業
- 東京スタイル
- 東京シャツ
- 電通
- ヘアーカッティングガーデン ジャック・モアザン
- スコット商会
- 三陽商会
- 三共生興
- 互洋
- 壽精版印刷
- 北川慶
- 川辺
- 鐘紡
- 大賀
- 越前屋
- アルス
- 味岡